# Jean Anouilh
Jean Anouilh (23. června 1910 – 3. října 1987) byl francouzský dramatik.
Jean Anouilh se narodil v Cérisole, malé vesnici v okolí Bordeaux. Jeho otec byl krejčí, jeho matka sezonní houslistka. Anouilh nastoupil na studium práv, ale studium opustil a začal pracovat v reklamním průmyslu.

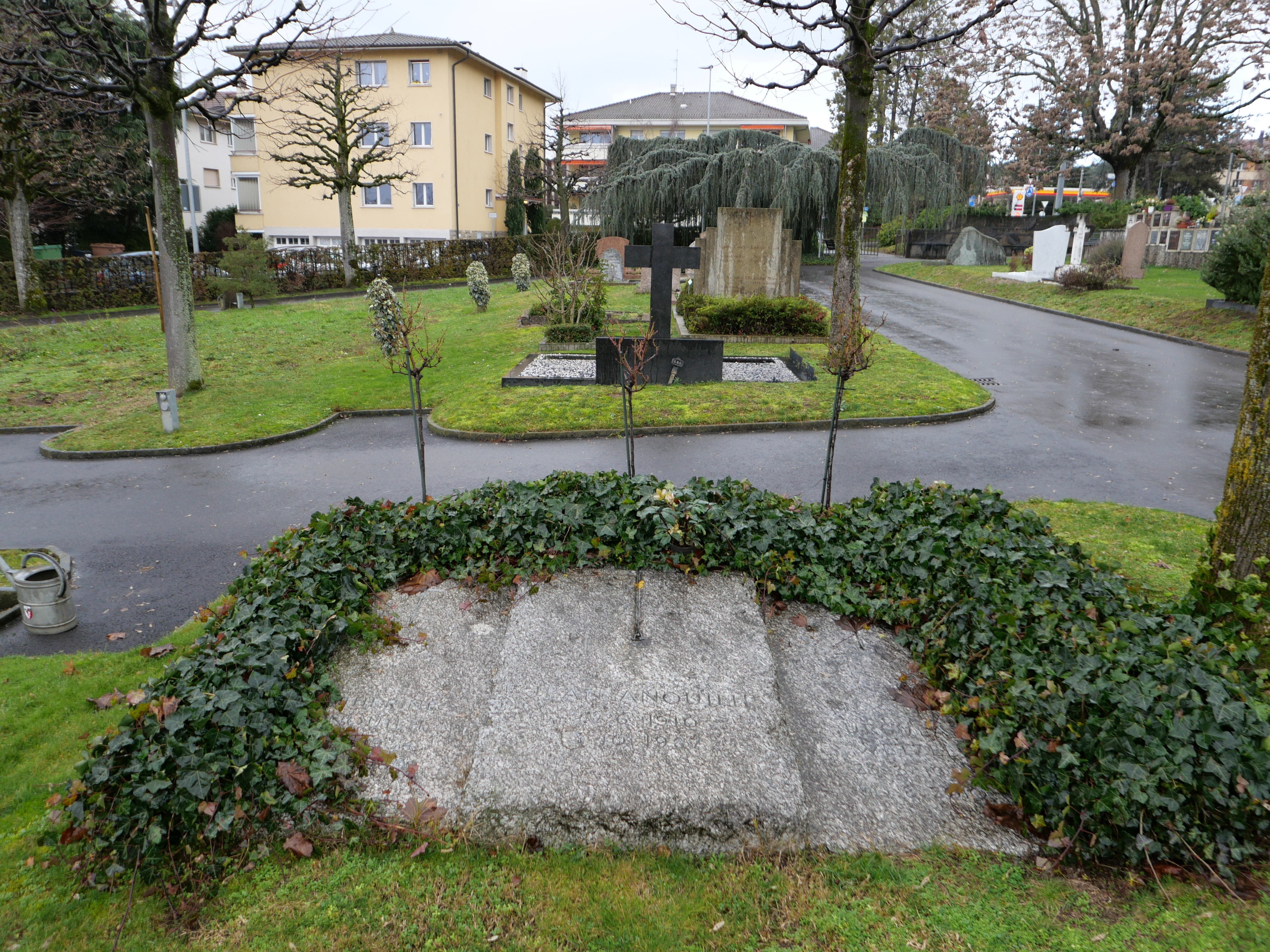
Hrob Anouilha, jeho nejstarší dcery Catherine (1934-1989) a jeho poslední partnerky Ursuly Wetzel (1938-2010) na hřbitově Pully poblíž Lausanne.

Svá díla dělil do cyklů: růžové, černé, brilantní a historické hry

## Dílo
- L'Hermine (1931)
- Mandarine (1933)
- Y avait un prisonnier (1935)
- Cestující bez zavazadel (Le voyageur sans bagage, 1937), český překlad Eva Uhlířová
- Kruté štěstí (La sauvage, 1938), český překlad Benjamin Jedlička
- Le Bal des Voleurs 1938)
- Léocadia (1940)
- Eurydice (1941)
- Dostaveníčko v Senlis (Le rendez-vous de Senlis, 1941), český překlad Antonín Bernášek
- Antigona (Antigone, 1944) divadelní hra, zpracováno v Českém rozhlasu v roce 1969 jako rozhlasová hra, překlad: Ivo Fleischmann, režie: Josef Melč.[3]
- Pozvání na zámek (L'Invitation au château, 1947), český překlad Alexander Jerie
- Romeo a Jana (Roméo et Jeannette, 1946) divadelní hra, zpracováno v Českém rozhlasu v roce 2016 jako rozhlasová hra, překlad: Daniela Jobertová, pro rozhlas upravila Klára Novotná, režie: Hana Kofránková, hrají: Tereza Dočkalová a Andrea Elsnerová, Jan Dolanský, Taťjana Medvecká, Miroslav Hanuš, David Novotný a Josef Somr, hudba: Marko Ivanovic.[4]
- La répétition ou l'amour puni (1950)
- Colombe (Mademoiselle Colombe) (1951)
- Valčík toreadorů, (La valse des toréadors, 1952), český překlad K. M. Walló
- Skřivánek (L'Alouette, 1952), český překlad Eva Bezděková
- Miláček Ornifle (Ornifle ou le courant d'air, 1955), český překlad Jan Kopecký
- La petite Molière (1959)
- Pekař, pekařka a jejich učedníček (Le boulanger, la boulangère et le petit mitron 1968), český překlad Sergej Machonin
- Cher Antoine; ou l'amour raté (1969)
- Les poissons rouges; ou Mon père, ce héros (1970)
- Tu étais si gentil quand tu étais petit (1972)
- Monsieur Barnett (1974)
- L'Arrestation (1975)
- Drazí ftáci (Chers zoizeaux, 1976), český překlad Jan Cimický
- Vive Henri IV (1978)
- La Culotte (1978)
- La Foire d'empoigne (1979)
- Le Nombril (1981)